# Episymploce suknana
Episymploce suknana är en kackerlacksart som beskrevs av Roth, L. M. 1987. Episymploce suknana ingår i släktet Episymploce och familjen småkackerlackor. Inga underarter finns listade i Catalogue of Life.